# 美和山古墳群
美和山古墳群（みわやまこふんぐん）は、岡山県津山市二宮にある古墳群。4基が国の史跡に指定されている。

## 概要
岡山県北部、津山市街地から西方の丘陵突端部に位置する古墳群である。古墳群のうち1・2・3号墳は「胴塚」・「蛇塚」・「耳塚」と称されるが、これは江戸時代の『作陽誌』に見える大蛇伝説に由来するという。一帯では中世に山城（美和山城）が営まれたほか、近年には1985年度（昭和60年度）に史跡整備に先立つ調査が実施され、現在は史跡公園として整備されている。
古墳群のうち特に1号墳は、美作地方の前方後円墳としては最大級の規模になる。また、古墳群の築造時期は古墳時代前期の4世紀代と推定される（築造順は1号墳→2号墳→3号墳）。
1・2・3・6号墳の古墳域は、1977年（昭和52年）に国の史跡に指定されている。

## 遺跡歴
- 1965年（昭和40年）、津山市指定史跡に指定[1]。
- 1977年（昭和52年）3月8日、国の史跡に指定[1]。
- 1984-1991年度（昭和59-平成3年度）、保存整備事業[1]。
  - 1985年度（昭和60年度）、整備工事に先立つ確認調査・測量調査（津山市教育委員会、1992年に報告書刊行）[1]。

## 一覧
1号墳（通称「胴塚」）
- 墳形：前方後円墳

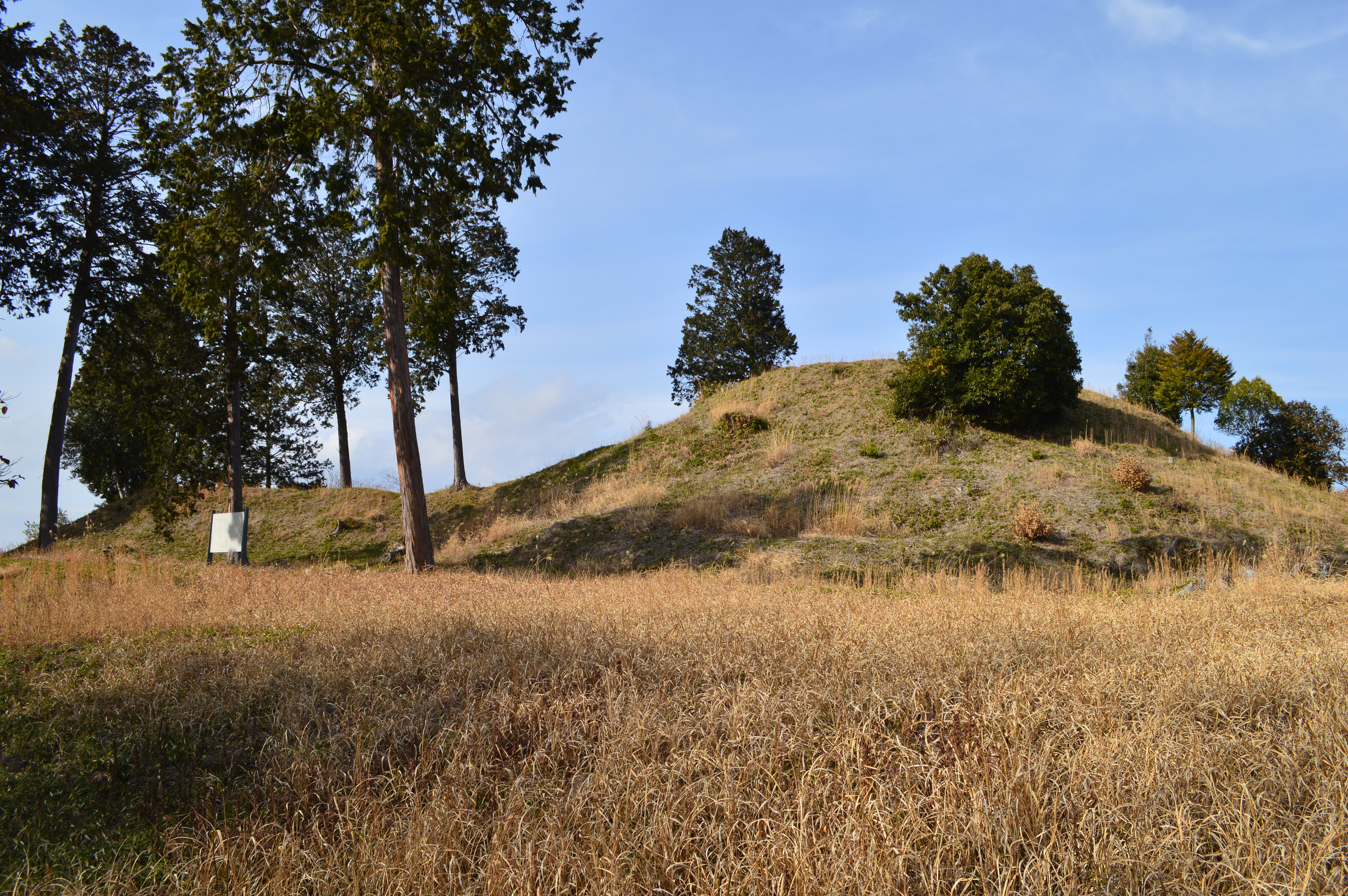
1号墳（胴塚）右に後円部、左奥に前方部。

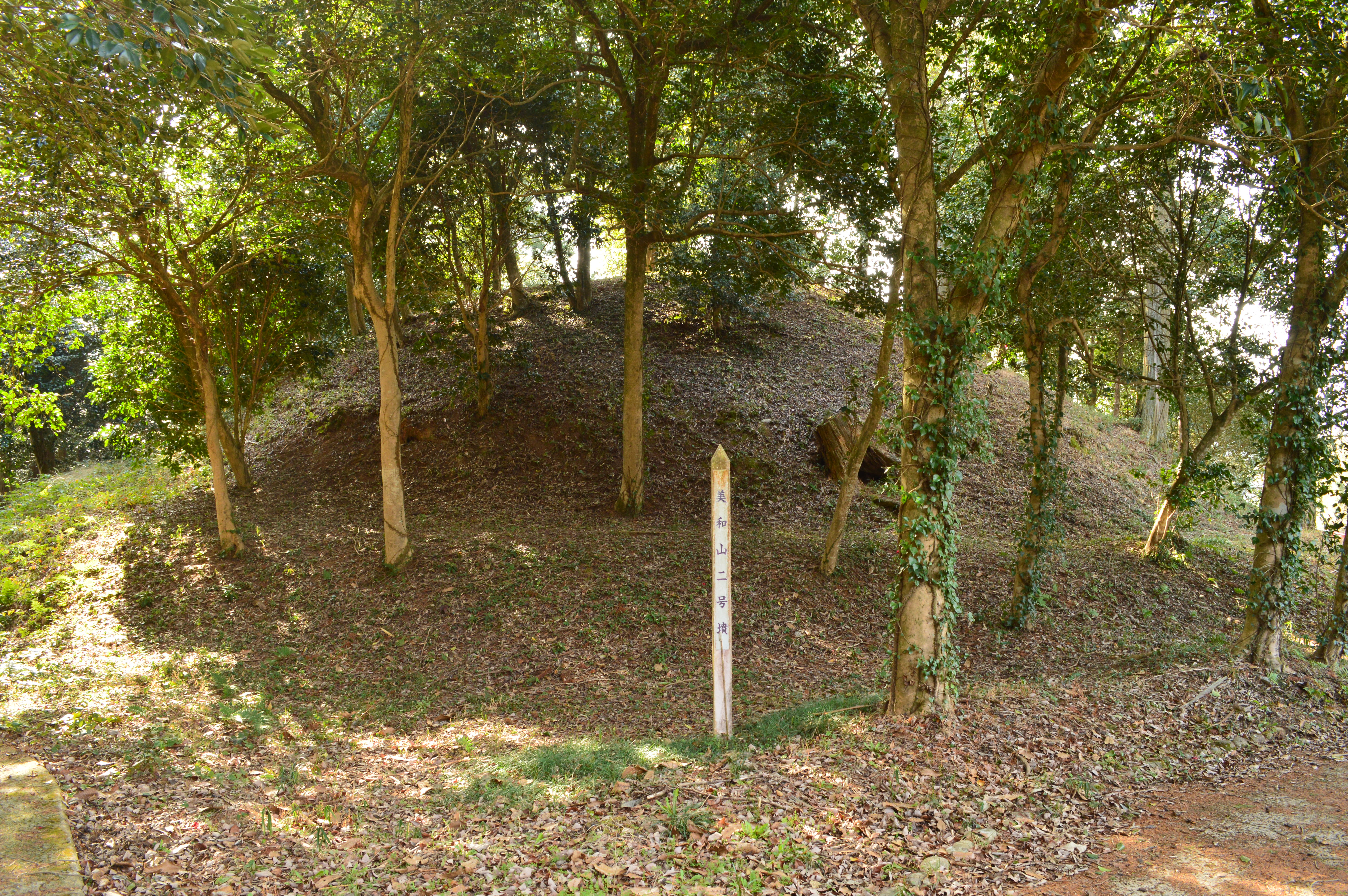
2号墳（蛇塚）

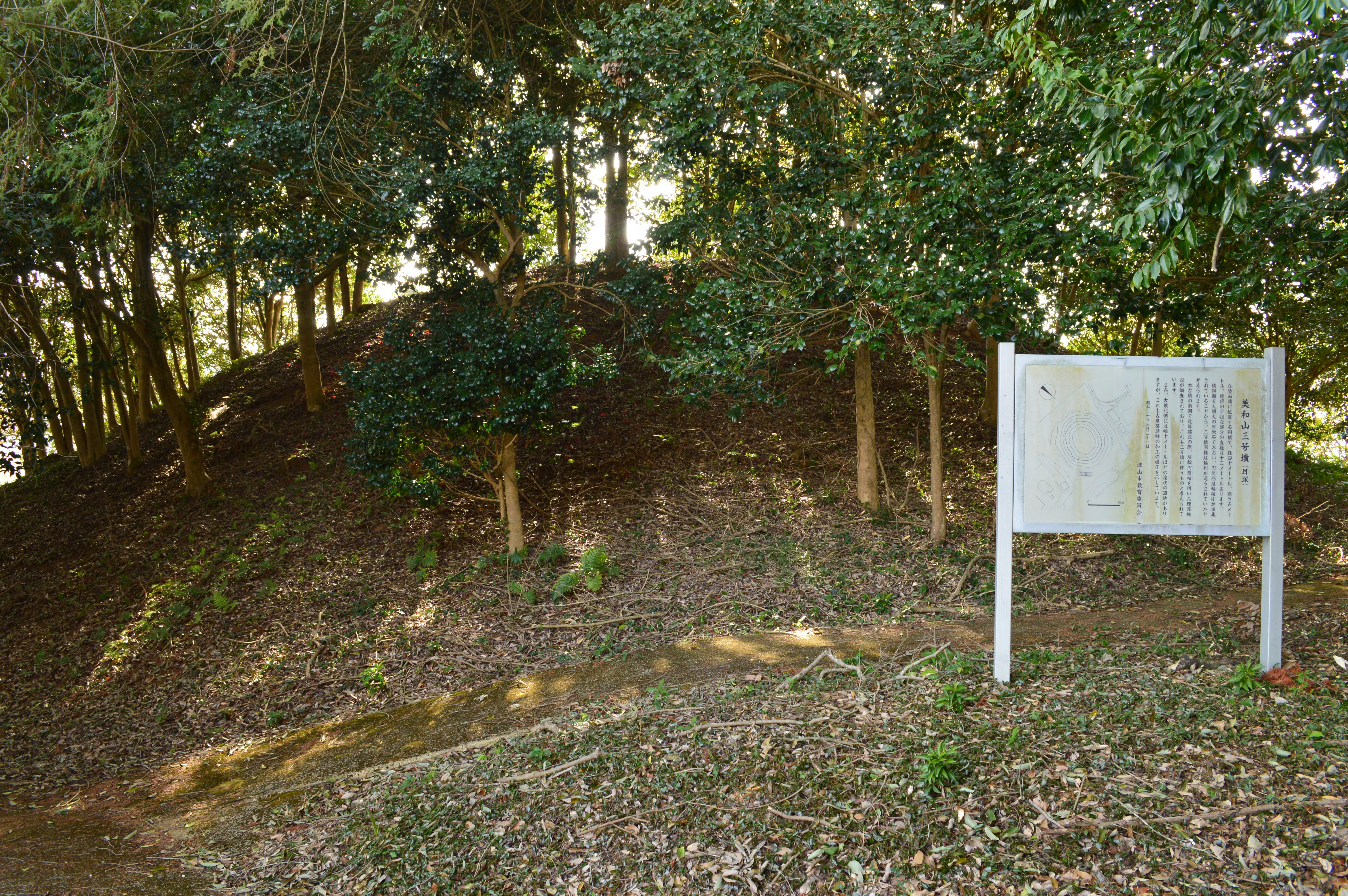
3号墳（耳塚）

- 規模：墳丘長79.6-80.5メートル、後円部直径約48メートル、後円部高さ9.1-10.4メートル、前方部高さ5.3-6.5メートル

古墳群の最も北に位置する（北緯35度3分47.04秒 東経133度57分59.31秒 / 北緯35.0630667度 東経133.9664750度）。前方後円墳としては美作地方で最大級の規模になる。墳丘外表では葺石・埴輪が検出されている。
2号墳（通称「蛇塚（じゃづか）」）
- 墳形：円墳
- 規模：直径34メートル強（復元推定）、高さ6.5メートル

1号墳の南側に位置する（北緯35度3分43.01秒 東経133度57分58.02秒 / 北緯35.0619472度 東経133.9661167度）。墳丘外表では葺石・埴輪が検出されている。
3号墳（通称「耳塚」）
- 墳形：円墳
- 規模：直径36メートル強（復元推定）、高さ5.5-6.5メートル

2号墳の南側に位置する（北緯35度3分41.03秒 東経133度57分57.44秒 / 北緯35.0613972度 東経133.9659556度）。墳丘外表では葺石・埴輪が検出されている。
6号墳
- 墳形：円墳
- 規模：直径17メートル弱（復元推定）、高さ2メートル

2号墳の北側に隣接する（北緯35度3分44.07秒 東経133度57分59.03秒 / 北緯35.0622417度 東経133.9663972度）。1985年度（昭和60年度）の調査で発見された。

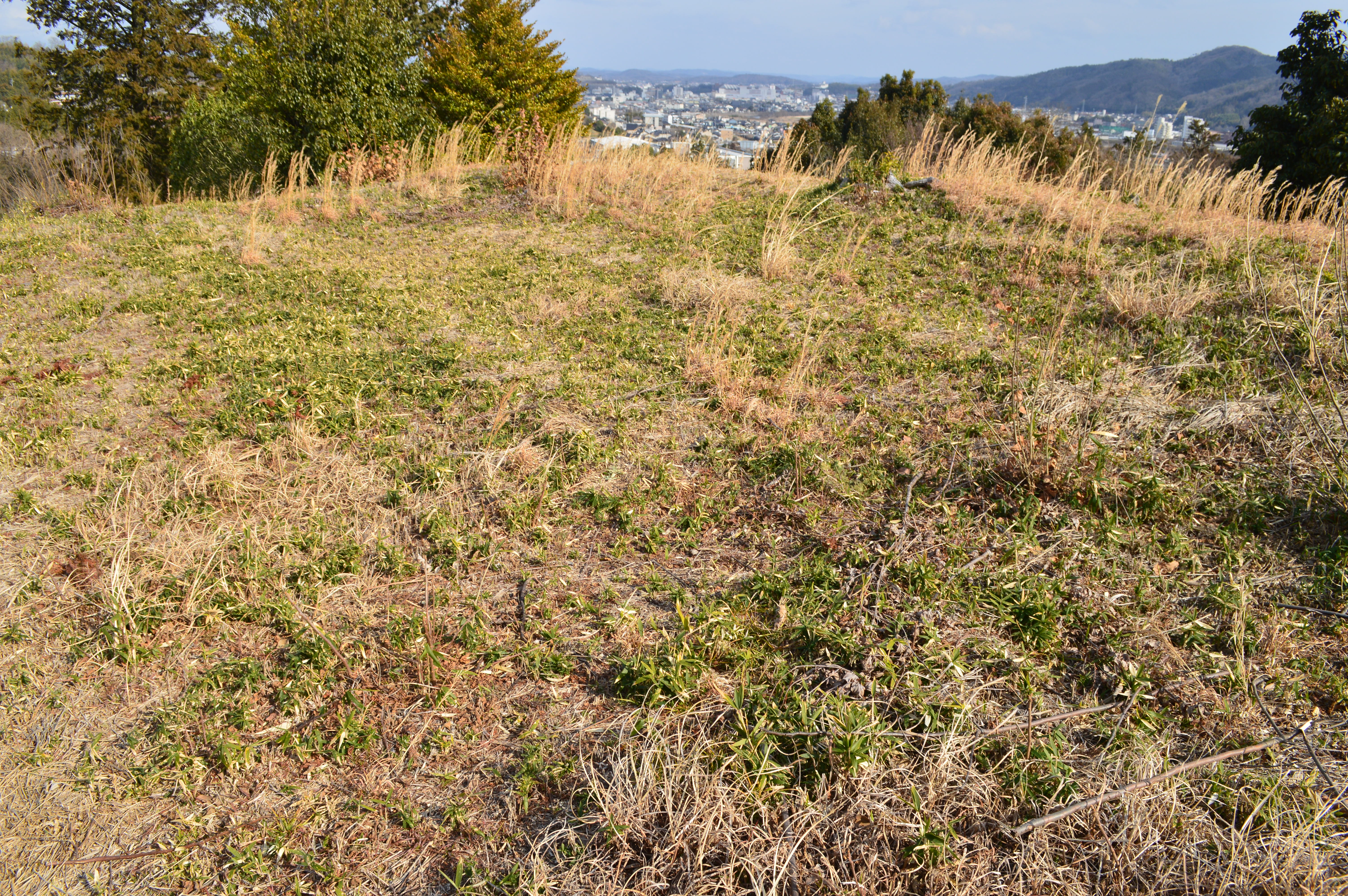
1号墳 後円部墳頂
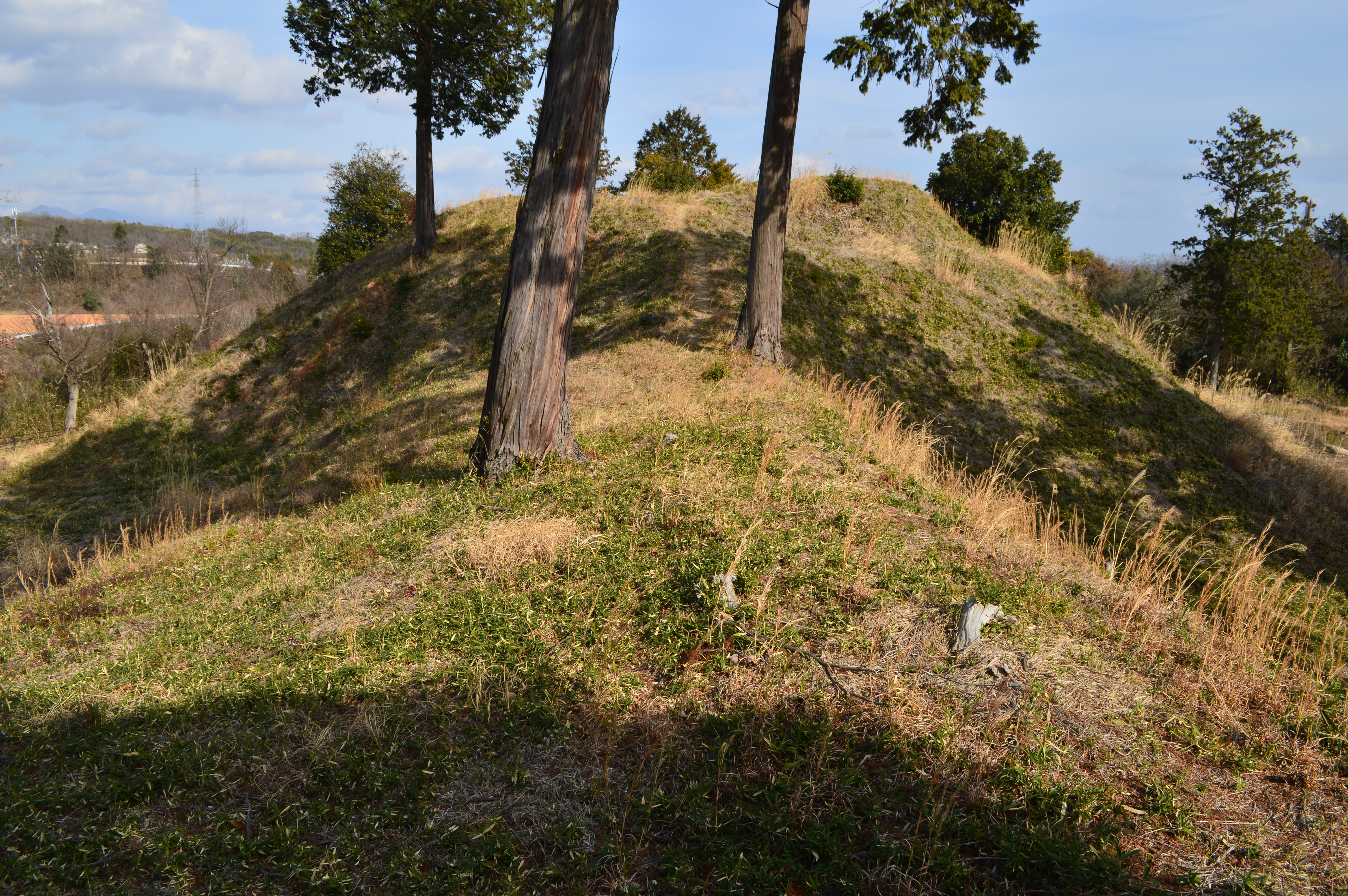
1号墳 前方部から後円部を望む
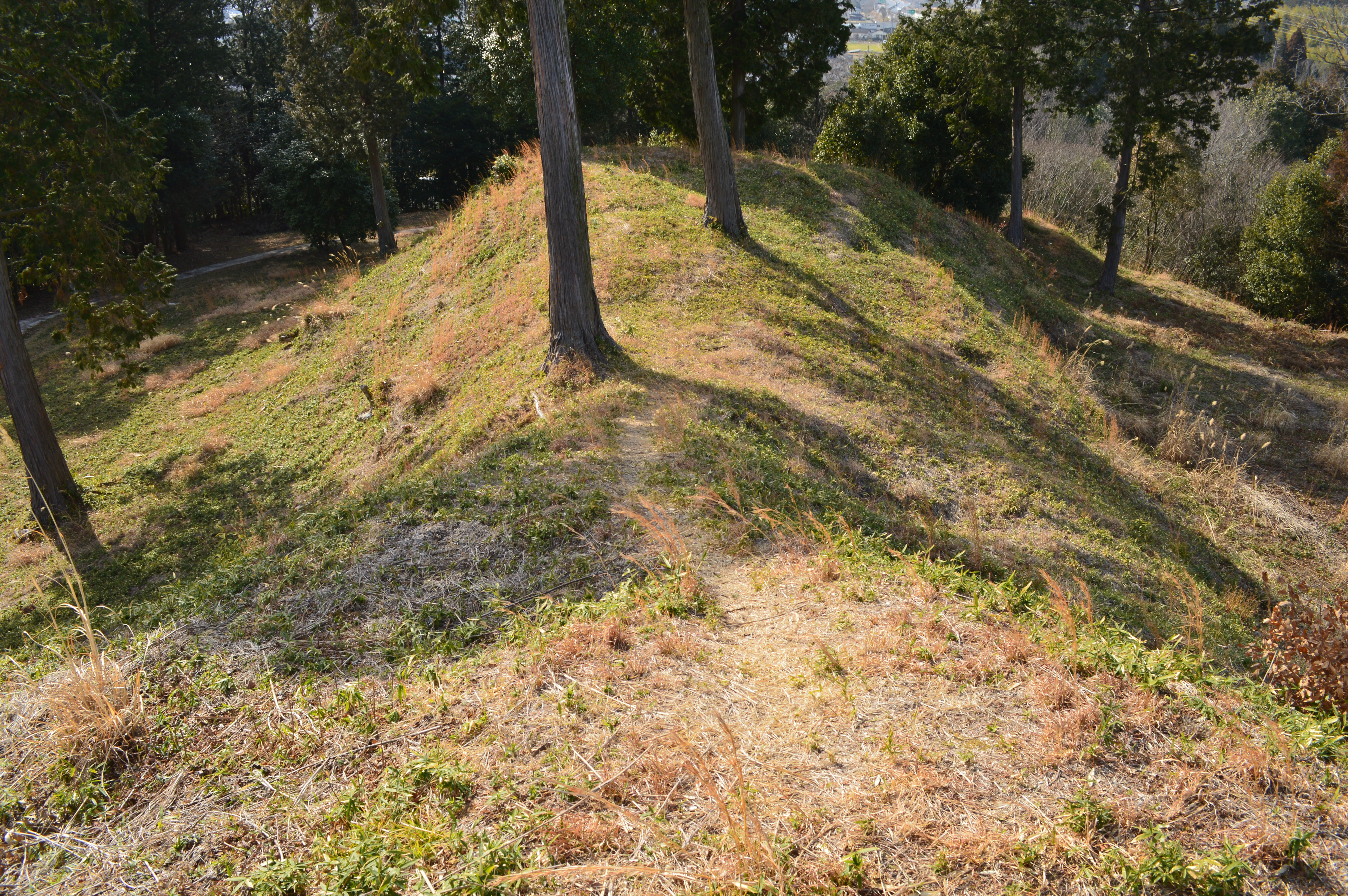
1号墳 後円部から前方部を望む
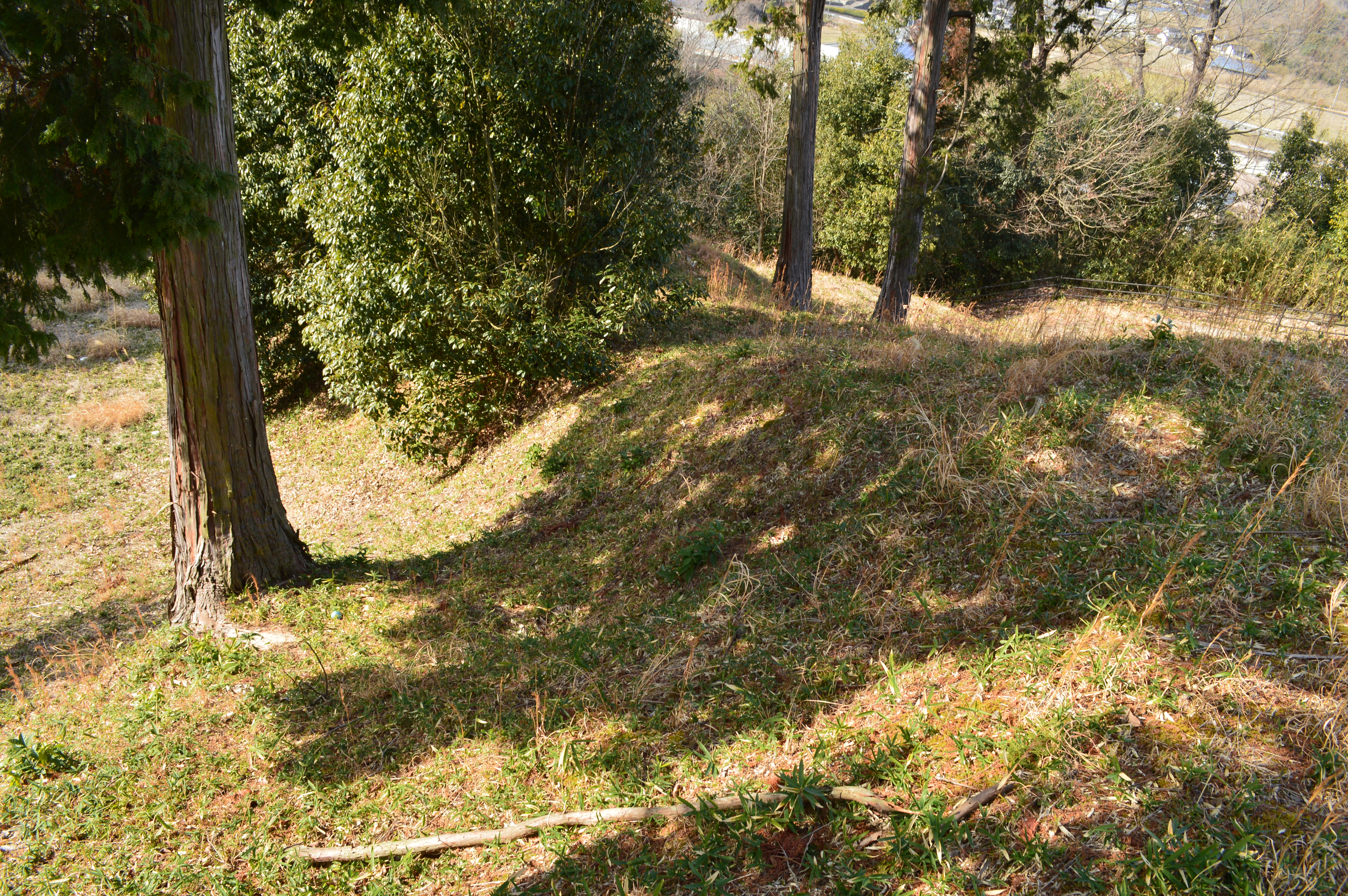
1号墳前方部側 美和山城土塁
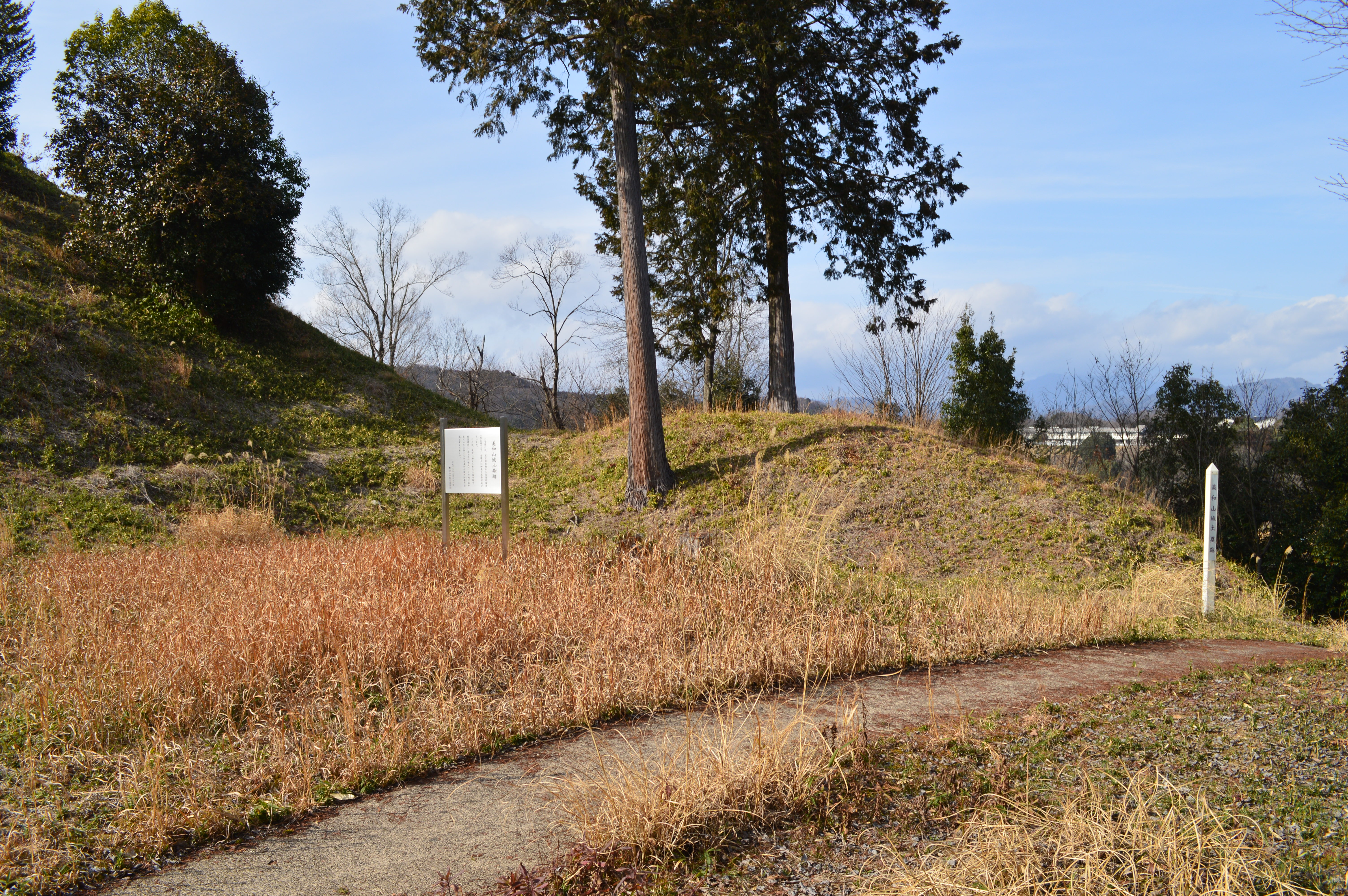
1号墳後円部側 美和山城土塁
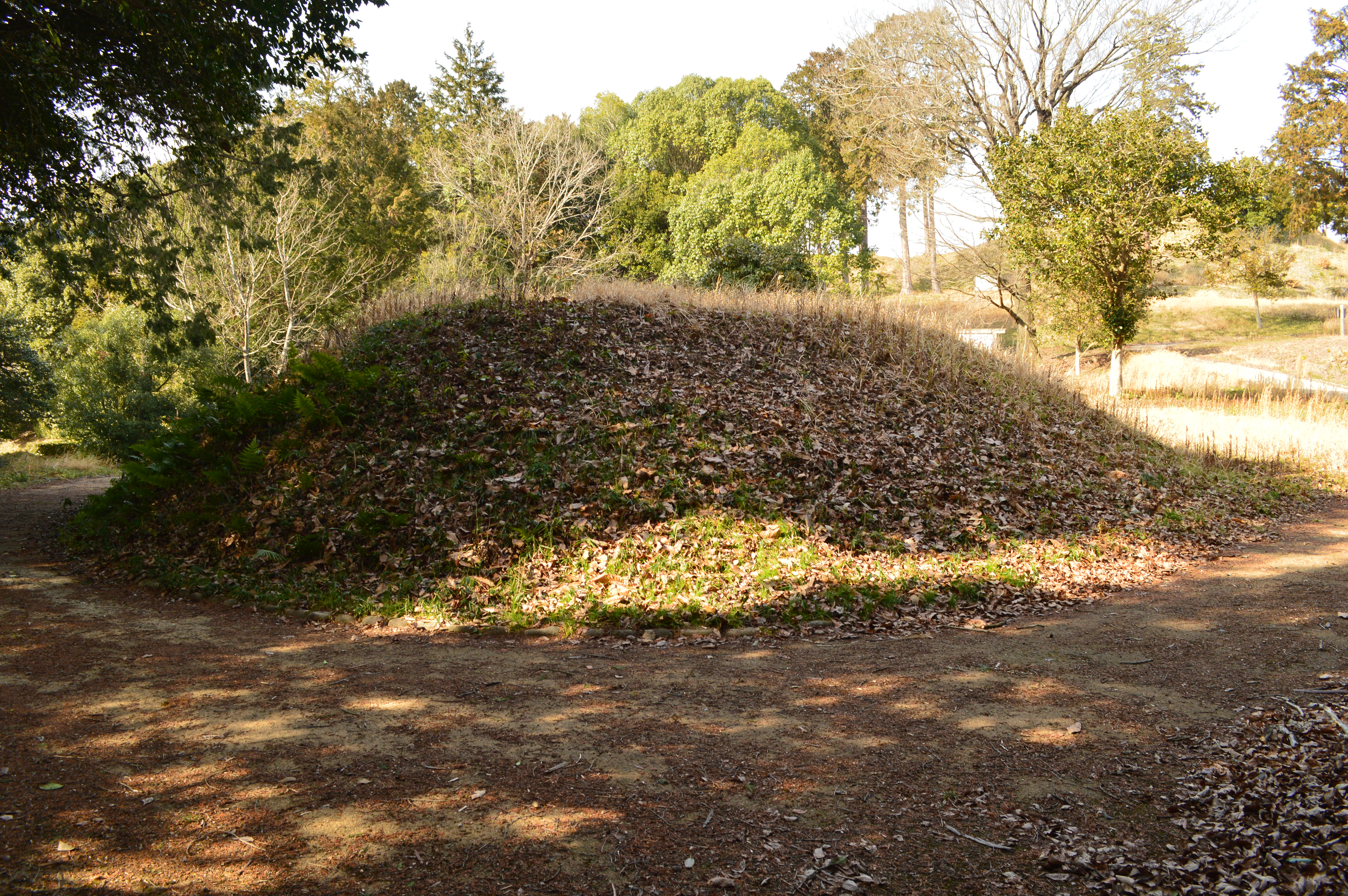
6号墳

## 文化財

### 国の史跡
- 美和山古墳群 - 1977年（昭和52年）3月8日指定[3]。

## 関連施設
- 津山弥生の里文化財センター（津山市沼） - 美和山古墳群の出土品等を保管。